# Lang Rangler
Lang Rangler (ラング·ラングラー, Rangu Rangurā) (phiên âm: Lang Rang-lơ) là nhân vật phản diện phụ trong phần thứ sáu Stone Ocean, thuộc loạt manga và anime JoJo's Bizarre Adventure. Lang Rangler là một tù nhân trong nhà tù Green Dolphin Street. Enrico Pucci tặng anh ta một Bóng quỷ mạnh và sai đến ám sát Jolyne Cujoh, nhằm ngăn Bóng quỷ của Jotaro Kujo chuyển tới tổ chức Speedwagon.

## Ngoại hình
Lang Rangler có chiều cao trung bình, dáng người mảnh khảnh. Không thể thấy rõ khuôn mặt, do anh ta mặc một bộ quần áo đặc biệt. Bộ quần áo liền thân này được trang bị vũ khí và giác hút, giúp Lang di chuyển và chiến đấu trong môi trường không trọng lực. Đôi chân không mang giày, nhưng lại buộc với đôi giày bằng sợi dây giày, để treo lủng lẳng phía sau. Có thể đây là chi tiết mang tính thời trang.

## Tính cách
Lang Rangler là người khá thông minh, luôn suy nghĩ cẩn thận trước một nhiệm vụ. Anh ta biết khi nào nên tấn công trực tiếp, khi nào nên rút lui. Với sức mạnh xóa bỏ trọng lực, Lang trở nên tương đối nguy hiểm và khó bị đánh bại. Điểm yếu là Lang là chưa kiểm soát được cảm xúc, dễ nổi nóng. Trong trận chiến với Jolyne Cujoh, anh đã rất tức giận khi nhận ra sức mạnh tiềm tàng của Stone Ocean.
Trong trận chiến với Jolyne Cujoh và Weather Report, Lang Rangler bộc lộ sự tham vọng. Khi nhận ra năng lực của mình còn vượt qua cả Pucci, anh ta đã tính tới việc tiêu diệt Pucci.

## Tiểu sử
Lang Rangler từng phạm tội khi còn nhỏ, anh ta từng đâm một nữ giáo viên 69 nhát dao. Khi trưởng thành, Lang đi cướp tàu chở dầu và bị tống vào nhà tù Green Dolphin Street, mức án 5 năm. Tại thời điểm nào đó trong tù, Lang được Pucci tặng cho năng lực Bóng quỷ.

## Trong Stone Ocean
Pucci cử Lang Rangler đi ám sát Jolyne Cujoh, để ngăn cô ta chuyển Bóng quỷ Star Platinum cho tổ chức Speedwagon. Lang không ngờ Jolyne có sự hỗ trợ của Weather Report. Tuy vậy, Lang vẫn bình tĩnh thay đổi chiến thuật, rút lui, đặt bẫy và áp đảo được cả hai. Cuối cùng, Lang vẫn thất bại do Weather Report hi sinh thân mình để Jolyne có lợi thế ra đòn trong chớp nhoáng.

## Siêu năng lực

### Bóng quỷ

#### Jumpin' Jack Flash
Jumpin' Jack Flash là Bóng quỷ thuộc nhóm dùng năng lực để hỗ trợ. Bất cứ ai bị Lang nhổ nước bọt vào người đều sẽ rơi vào trạng thái không trọng lượng, giới hạn trong một khoảng không gian xung quanh. Năng lực này thực sự rất nguy hiểm, do con người không thể tồn tại trong môi trường vô trọng lực quá lâu. Điểm yếu của Jumpin' Jack Flash là nếu được chuẩn bị quần áo, vũ khí, đồ bảo hộ,... trong môi trường vô trọng lực thì chắc chắn không sợ năng lực này.

### Chế tạo máy móc
Lang Rangler khá thông minh và giỏi chế tạo. Anh ta tự thiết kế cho mình một bộ quần áo phù hợp với năng lực Bóng quỷ, đồng thời có gắn các máy li tâm để bắn ra các vật nhỏ. Trong môi trường vô trọng lực, bất cứ sự ma sát nào cũng có thể tạo ra một vụ nổ, và một khi đã bị thương, vết thương sẽ không thể đông lại, gây ra tình trạng mất máu liên tục. Tình trạng mất dưỡng khí cũng do đó mà xuất hiện.